# The Free Electric Band
The Free Electric Band ist ein Song, der von Albert Hammond und Mike Hazlewood geschrieben und von Hammond gesungen wurde.

## Übersicht
Der Titel erreichte Platz 19 der UK Singles Charts, Platz 11 in Südafrika, Platz 48 der U.S. Billboard Hot 100, Platz 2 der österreichischen Charts und jeweils Platz 4 schweizerischen und deutschen Charts im Jahr 1973. Der Song erschien auf seinem gleichnamigen Album und wurde von Hammond produziert und von Michael Omartian arrangiert.

## Chartplatzierungen
| ChartsChartplatzierungen       | Höchstplatzierung | Wochen/ Monate |
| ------------------------------ | ----------------- | -------------- |
| Deutschland (GfK)              | 4 (26 Wo.)        | 26 Wo.         |
| Österreich (Ö3)                | 2 (3 Mt.)         | 3 Mt.          |
| Schweiz (IFPI)                 | 4 (14 Wo.)        | 14 Wo.         |
| Vereinigte Staaten (Billboard) | 48 (11 Wo.)       | 11 Wo.         |
| Vereinigtes Königreich (OCC)   | 19 (11 Wo.)       | 11 Wo.         |

| ChartsJahrescharts (1973) | Platzierung |
| ------------------------- | ----------- |
| Deutschland (GfK)         | 10          |